# Jorge Bátiz
Pour les articles homonymes, voir Bátiz.
Jorge Bátiz, né le 2 décembre 1933 à Tandil est un coureur cycliste argentin des années 1950-1960. Il est cinq fois vainqueur des Six jours de Buenos Aires. La première de ces victoires, en 1958, est acquise alors qu'il fait équipe avec Fausto Coppi dont il portait les couleurs du groupe sportif. Bátiz a couru essentiellement sur piste. Il a été professionnel de 1958 à 1965.

## Palmarès

### Championnats du monde amateurs
- Milan 1955
  -  Médaillé d'argent de la vitesse individuelle amateurs
- Copenhague 1956
  -  Médaillé d'argent de la vitesse individuelle amateurs

### Jeux panaméricains
- Mexico 1955
  -  Médaillé d'or de la vitesse

### Six jours
- Six jours de Buenos Aires : 1958 (avec Fausto Coppi), 1959 (avec Mino De Rossi), 1961 (avec Miguel Poblet), 1963 et 1964 (avec Ricardo Senn)